# حویجه السله
حویجه السله (به عربی: حویجة السلة) یک روستا در سوریه است که در ناحیه قلعه المضیق واقع شده‌است. حویجه السله ۳٬۱۳۴ نفر جمعیت دارد.